# Globba albobracteata
Globba albobracteata là một loài thực vật có hoa trong họ Gừng. Loài này được N.E.Br. mô tả khoa học đầu tiên năm 1882.